# 시리아오레가노
시리아오레가노(학명: Origanum syriacum 오리가눔 시리아쿰[*])는 꿀풀과의 여러해살이풀이다. 에조브(אזוב)나 자타르(زعتر)라 불리기도 한다.

## 분포
중동에 분포한다. 서남아시아(레바논, 시리아, 요르단, 이스라엘, 터키), 동남유럽(키프로스), 북아프리카(이집트)가 원산지이다.